# Tratado Gutiérrez-Lloreda
El Tratado Gutiérrez-Lloreda, que formalmente lleva el nombre de Tratado sobre Delimitación de Áreas Marinas y Submarinas y Cooperación Marítima entre la República de Colombia y la República de Costa Rica, fue un acuerdo de límites que se firmó en Bogotá el 6 de abril de 1984 entre los ministros de relaciones exteriores de Costa Rica y Colombia, Carlos José Gutiérrez Gutiérrez y Rodrigo Lloreda Caicedo, respectivamente.
El tratado establece formalmente el límite fronterizo en el océano Pacífico entre estos dos países, y es el primer reconocimiento internacional de las áreas marinas y submarinas que Costa Rica declara que le pertenecen, tomando como base la isla del Coco. Y es precisamente a través del derecho del mar tutelado por el derecho internacional, que Costa Rica obtuvo la potestad de ejercer una jurisdicción especial en el Pacífico cercana al medio millón de kilómetros cuadrados, y hace pleno reconocimiento de la capacidad de la isla del Coco para generar una zona económica exclusiva.
El tratado fue ratificado el 20 de febrero de 2001. Firmaron los instrumentos de ratificación el canciller costarricense Roberto Rojas López, y el canciller colombiano Guillermo Fernández de Soto, con la presencia del presidente costarricense Miguel Ángel Rodríguez Echeverría como testigo de honor. Fue la primera vez que el canje de notas sobre un tratado de límites se dio en Costa Rica.